# Samuel Rolles Driver
Samuel Rolles Driver (2 octobre 1846 - 26 février 1914) est un théologien et professeur d'hébreu anglais. Il consacre sa vie à l'étude, tant textuelle que critique, de l'Ancien Testament. Il est le père de Sir Godfrey Rolles Driver, également un érudit biblique distingué.

## Biographie
Samuel Rolles Driver est né à Southampton. Il fait ses études à Winchester et au New College d'Oxford, où il a une brillante carrière, obtenant un diplôme de première classe en Literae Humaniores en 1869. Il reçoit la bourse Pusey et Ellerton en 1866, la bourse Kennicott en 1870 (toutes deux en hébreu) et le prix Houghton Syriac en 1872. À partir de 1870, il est membre, et à partir de 1875 également tuteur, du New College, et en 1883 succède à Pusey en tant que professeur Regius d'hébreu et chanoine de Christ Church, Oxford .
Il est membre du comité de révision de l'Ancien Testament de la version révisée (1876–1884) et aumônier examinateur de l'évêque de Southwell (1884–1904). Il reçoit les diplômes honorifiques de docteur en littérature de l'Université de Dublin (1892), docteur en théologie de l'Université de Glasgow (1901) et docteur en littérature de l'Université de Cambridge (1905), et est élu membre de la British Academy en 1902 .
Driver épouse Mabel, fille d'Edmund Barr, de Burgh, près d'Aylsham, Norfolk, en 1891; ils ont deux fils et deux filles . Il meurt à Oxford en 1914 .

## Œuvres
Parmi les nombreuses œuvres de Driver figurent des commentaires sur : 
- Notes sur le texte hébreu des Livres de Samuel (texte hébreu, 1890)
- Livre du Lévitique (texte hébreu de 1894, traduction et notes de 1898)
- Livre de Joël et le Livre d'Amos (1897)
- Le livre de Daniel, avec introduction et notes (1900)
- Livre du Deutéronome (1902)
- Livre de Job (1905)
- Le livre du prophète Jérémie (1906)
- Les prophètes mineurs, du livre de Nahum au livre de Malachie (1905)
- Livre de la Genèse (1909)
- Le Livre de l'Exode (1911)

Parmi ses œuvres plus générales figurent: 
- Isaiah, His Life and Times (1887, éd. 1893)
- Introduction à la littérature de l'Ancien Testament (1891, éd. 1901, 1909)
- Sermons sur des sujets liés à l'Ancien Testament', 1892
- Traité sur l'utilisation des temps en hébreu (1892)
- Le Psautier parallèle (1904)
- Lexique hébreu et anglais de l'Ancien Testament, connu sous le nom de "BDB" (Brown Driver Briggs) (en collaboration, 1906)
- La recherche moderne comme illustration de la Bible (conférence inaugurale de Schweich, 1908)
- Christianisme et autres religions (avec William Sanday ) (1908)
- Articles dans l' Encyclopædia Britannica, l' Encyclopaedia Biblica, le Hastings' Dictionary of the Bible et le Dictionary of National Biography